# Imperium: The Philosophy of History and Politics
Imperium: The Philosophy of History and Politics é um livro do ideólogo Francis Parker Yockey (sob o pseudônimo de Ulick Varange).
Escrito em Brittas Bay, Irlanda, em 1947, Imperium é descrito por seu autor como uma crítica spengleriana ao materialismo e racionalismo (e uma defesa de uma Europa unida sob o fascismo). Yockey afirmava ter um profundo débito para com as obras de Spengler, incluindo a análise cultural feita por este da década de 1920, Der Untergang des Abendlandes (A decadência do Ocidente).